# صدكا (ملك)
صدكا (بالفلستية: 𐤑𐤃𐤒𐤀 *صدكا؛ بالأكدية: Ṣi-id-qa-a) كان ملكًا لعسقلان في القرن الثامن قبل الميلاد. ومثل حزقيا، ملك مملكة يهوذا المجاورة، ثار ضد الملك الآشوري سنحاريب. قمع سنحاريب التمرد في النهاية، وبحلول عام 701 قبل الميلاد كان قد دمّر مدن بيت داجون ويافا وبناي برقة وأزجورو. اضطر صدكا لدفع الجزية بعد هزيمته. وبعد الثورة، عيّن سنحاريب شارّو-لو-داري، ابن روكيبت، سلف صدكا، على عرش عسقلان. على الرغم من ذلك، يبدو أن ميتينتي، ابن صدكا، خلف شارو لو داري.